# Behaarte Segge
Die Behaarte Segge (Carex hirta), auch Raue Segge genannt, ist eine Pflanzenart aus der Gattung der Seggen (Carex) und damit aus der Familie der Sauergrasgewächse (Cyperaceae). Sie zählt zu den häufigsten Sauergräsern und ist eine der wenigen deutlich behaarten Seggen-Arten.

## Beschreibung

### Vegetative Merkmale
Die Behaarte Segge ist eine ausdauernde, krautige Pflanze, die Wuchshöhen zwischen etwa 5 bis 60 (bis 100) Zentimeter erreicht. Sie ist ein sommergrüner Geophyt, die in der Vegetationsperiode lange unterirdische braune Ausläufer bildet. Die Triebe sind aufrecht oder aufsteigend, stumpf dreikantig, bis 2 Millimeter dick und bis oben beblättert. Am Sprossgrund besitzt sie einige spreitenlose, braun bis purpurrot gefärbte, beim Aufreißen schwach netzfaserige Blattscheiden. Die flachen, etwas rinnigen grünen bis graugrünen Blätter sind zerstreut bis wollig behaart, nur selten auch vollständig kahl und etwa 3 bis 6 Millimeter breit. Die Ränder der sich zur Spitze allmählich verschmälernden Blattspreiten sind rau. Das Blatthäutchen (Ligula) ist flachbogig.

### Generative Merkmale

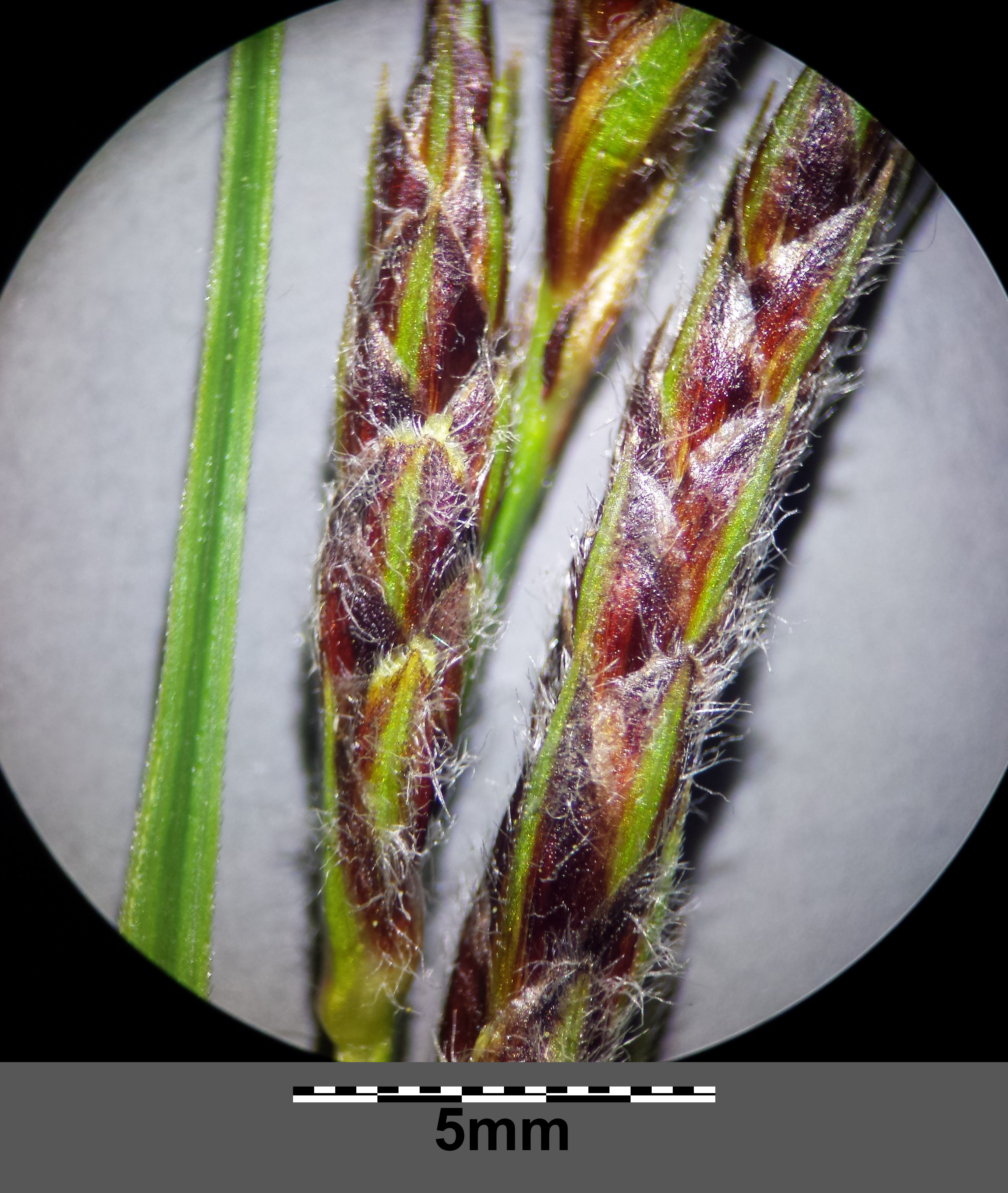
Männliche Ähren: die Spelzen sind am Rand behaart.

Die Behaarte Segge ist eine Verschiedenährige Segge. Der Blütenstand besteht aus drei bis neun sitzenden bis lang gestielten, aufrechten Ähren. Die Hüllblätter des Blütenstandes sind laubblattartig und meist länger als der Blütenstand. Die Behaarte Segge besitzt zwei bis sechs eiförmig bis kurz zylindrische weibliche und darüber ein bis drei schlank zylindrische männliche Ähren. Die mehrblütigen weiblichen Ähren sind 1 bis 3 (bis 5) Zentimeter lang und etwa 6 bis 8 Millimeter breit, länglich eiförmig bis kurz zylindrisch. Sie sind sitzend bis lang gestielt, treten aus ihrem Tragblatt heraus und sind meist nicht auf den ganzen Stängel verteilt. Die männlichen Ähren überragen die weiblichen und werden bis zu 3 Zentimeter lang und nur 4 Millimeter breit. Die braunen, grün gekielten, etwa 5 bis 8 Millimeter langen und 2 Millimeter breiten, weißhäutigen Spelzen der weiblichen Blüten verschmälern sich in eine Stachelspitze. Männliche Blüten haben je drei Staubblättern (Antheren); Ihre Spelzen sind an den Rändern behaart. Die weiblichen Blüten haben einen dreinarbigen Fruchtknoten. Die gelbgrün gefärbten Fruchtschläuche stehen schräg ab, sind eiförmig, stumpf dreikantig und werden 5 bis 7 Millimeter lang und 2 Millimeter breit. Sie verschmälern sich in einen langen, tief zweizähnigen Schnabel. Sie sind dicht oder zerstreut kurzhaarig. Die gelbbraune Frucht ist verkehrt eiförmig und dreikantig, sie ist 2,5 Millimeter lang und 1,5 Millimeter breit.
Die Behaarte Segge blüht von April bis Juli.
Meistens ist die gesamte Pflanze behaart, häufig ist die Behaarung aber auf einzelne Stellen beschränkt, besonders auf die Umgebung der Mündung der Blattscheiden. Von manchen Autoren wird diese Form (fo. hirtiformis (Pers.) Kunth) als die Varietät Carex hirta var. hirtiformis (Pers.) Lej. aufgefasst.
Die Chromosomenzahl beträgt 2n = 112.

## Verbreitung und Standort

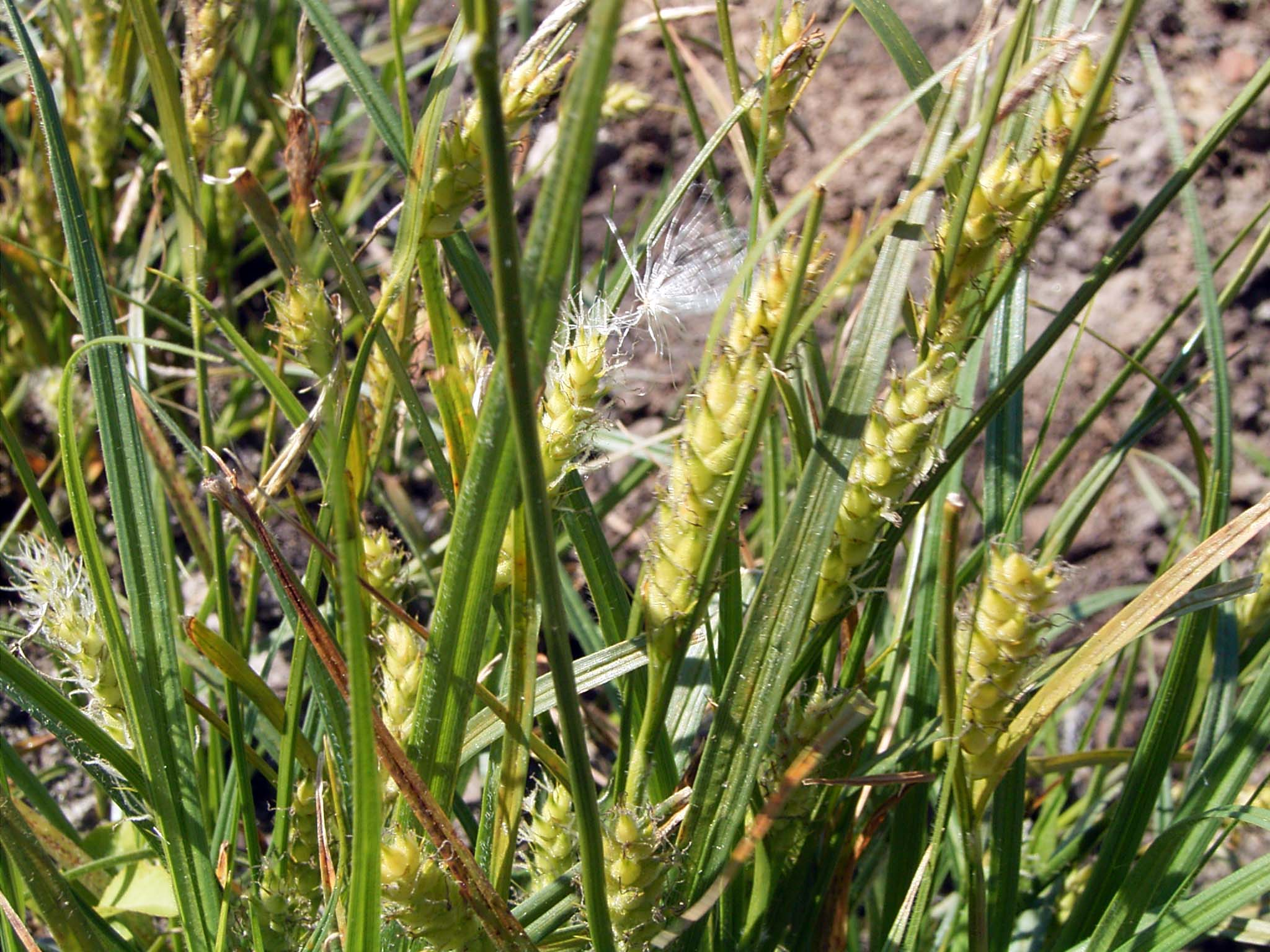
Ein Bestand der Behaarten Segge an einem sandigen Wegrand

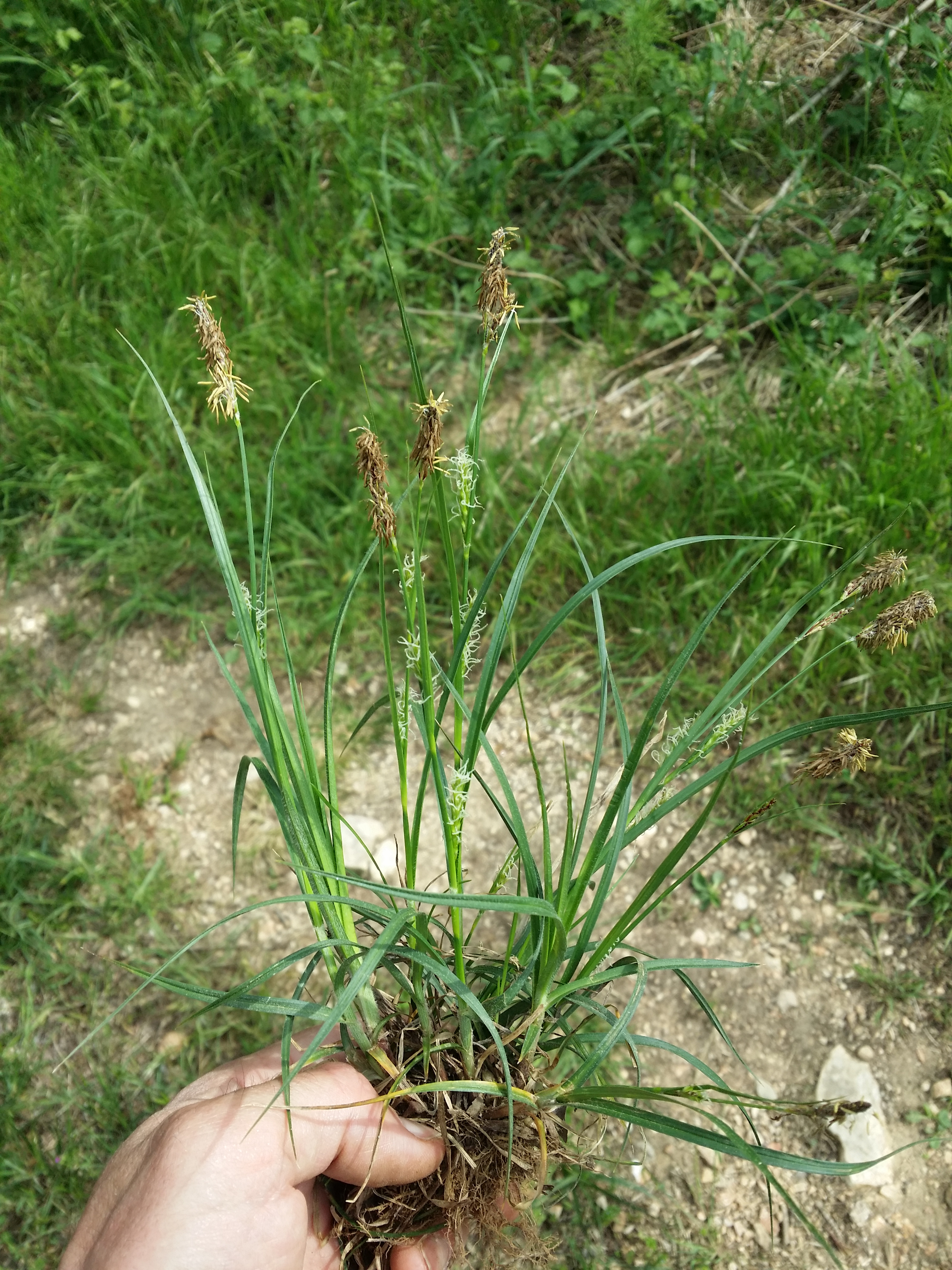
Habitus

Die Behaarte Segge kommt in fast ganz Europa vor und außerdem in Nordafrika und Kleinasien bis zum Iran. Sie fehlt in Europa nur in Island, Spitzbergen, Nordmazedonien und auf Inseln im Mittelmeergebiet. In Nordamerika und Neuseeland wurde sie eingeschleppt (Neophyt). In Mitteleuropa ist sie häufig, sie fehlt aber in den Mittelgebirgen und den Alpen meist oberhalb 1200 Meter. In den Allgäuer Alpen steigt sie auf der Lengenfeldalpe im Obertal östlich des Nebelhorns in Bayern bis zu 1400 Meter Meereshöhe auf. In Tirol erreicht sie 1500 Meter, in Graubünden bei Arosa 1700 Meter.
Die Behaarte Segge bevorzugt Wegränder, Raine, und Uferböschungen, besiedelt aber auch Wiesen, Gärten und Waldschläge sowie lückige Gehölze. An Uferböschungen kommt sie auch auf periodisch überfluteten Stellen vor, weil sie sich hier mit ihren Ausläufern rasch ausbreiten kann. Sie braucht tiefen, lehmigen oder sandigen, basenreichen und zumindest zeitweise feuchten Boden.

### Vergesellschaftung
Die Behaarte Segge ist nach Oberdorfer eine Kennart der Ordnung der Flut- und Feuchtpionierrasen (Agrostietalia stolonifera) sowie von Trittpflanzengesellschaften (Plantaginetalia majoris). Ferner wächst sie in halbruderalen Queckenrasen trockenwarmer Standorte, in Trocken- und Halbtrockenrasen und nährstoffreichen Stauden- und ausdauernden Unkrautfluren.

## Ökologie
Ökologische Zeigerwerte nach Ellenberg: L - 7 T - 6 K - 3 F - 6~ R - X N - 5 S - 0
Die Pflanze ist eine Halblichtpflanze, das heißt, sie wächst bei vollem Licht, erträgt aber in Grenzen eine Beschattung. Sie gedeiht am besten auf frischen bis feuchten Böden, erträgt aber sehr gut stark wechselnde Feuchteverhältnisse an ihrem Standort. Ihr ökologischer Schwerpunkt liegt auf mäßig stickstoffversorgten Böden, auf stickstoffarmen und -reichen Standorten ist sie seltener. Sie ist nicht salzertragend und etwas wärmeliebend.
Die ökologischen Zeigerwerte nach Landolt et al. 2010 sind in der Schweiz: Feuchtezahl F = 3+w+ (feucht aber stark wechselnd), Lichtzahl L = 3 (halbschattig), Reaktionszahl R = 3 (schwach sauer bis neutral), Temperaturzahl T = 3+ (unter-montan und ober-kollin), Nährstoffzahl N = 4 (nährstoffreich), Kontinentalitätszahl K = 3 (subozeanisch bis subkontinental).
Als Tiefwurzler und Wurzelkriechpionier trägt die Behaarte Segge maßgeblich zur Bodenfestigung bei. Sie kann in Gärten durch ihre Ausläufer lästig werden.
Die Behaarte Segge ist eine ausdauernde, Ausläufer bildende Halbrosettenpflanze und ein Rhizom-Geophyt. Die Behaarung der Pflanze dient als Strahlenschutz.
Die Blüten der Behaarten Segge werden vom Wind bestäubt (Anemophilie). Die Samen werden entweder durch den Wind (Anemochorie), durch Wasser (Hydrochorie), durch Selbstausbreitung (Autochorie) oder durch die Klebwirkung der Samen (Epichorie), die an Tieren haften bleiben können, verbreitet.

## Taxonomie
Die Behaarte Segge wurde 1753 durch Carl von Linné in Species Plantarum, Band II, S. 975 als Carex hirta erstbeschrieben. Ein Synonym von Carex hirta L. ist Carex hirta subsp. hirtiformis K. Richt.

## Gefährdung und Schutz
Die Behaarte Segge gilt weltweit als nicht gefährdet und genießt keinen besonderen gesetzlichen Schutz. 

## Detailfotos

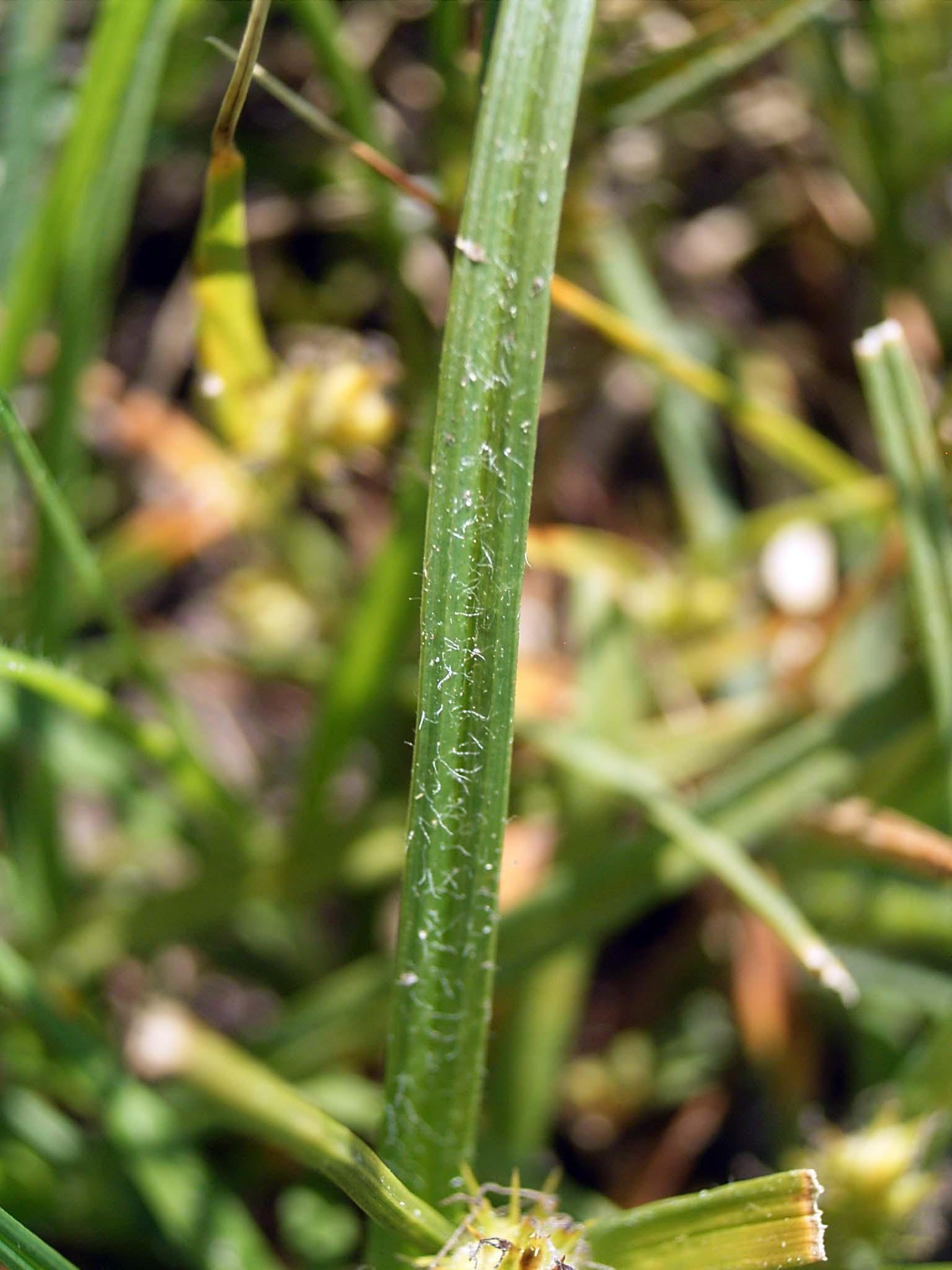
Blattspreite
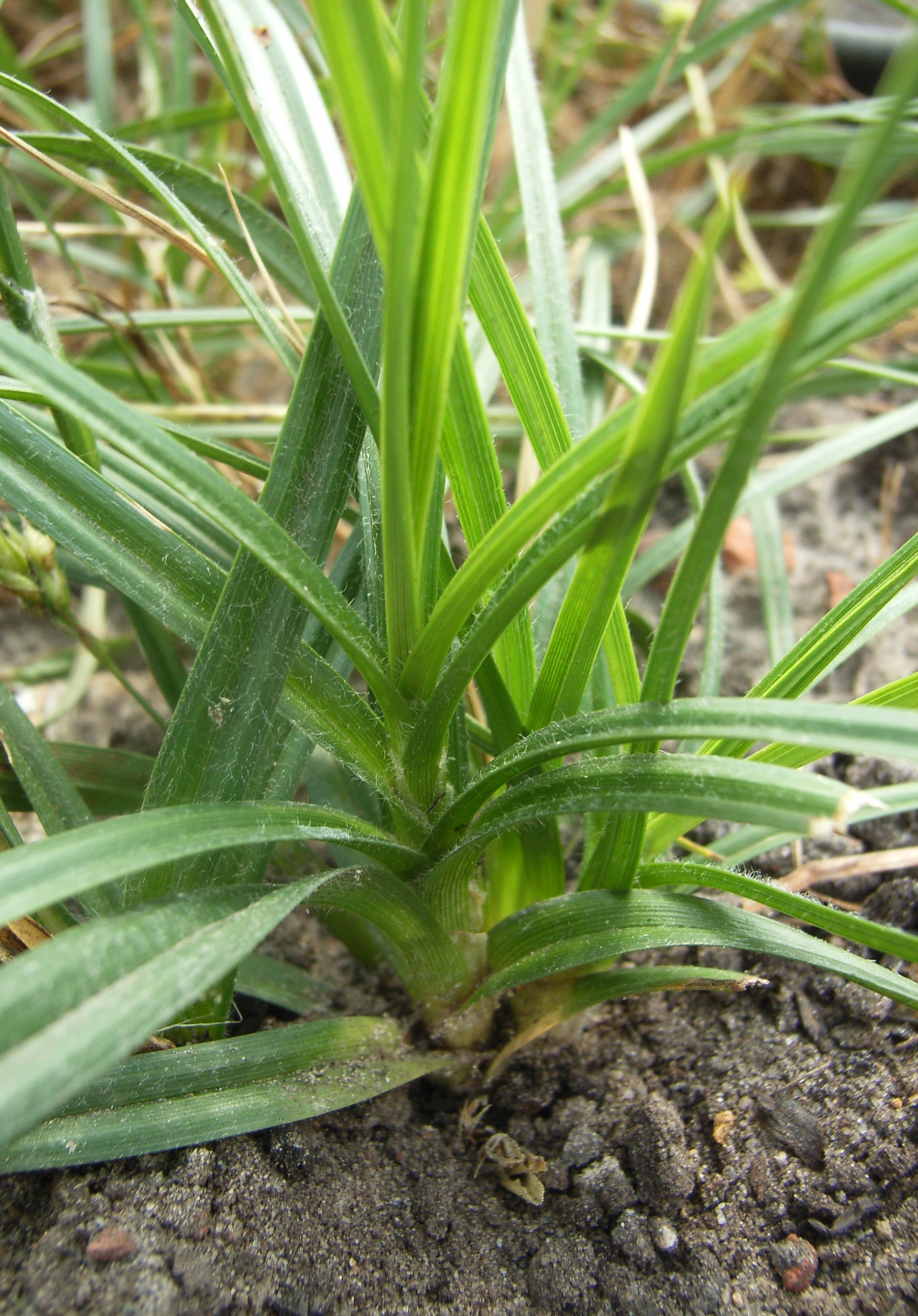
Trieb
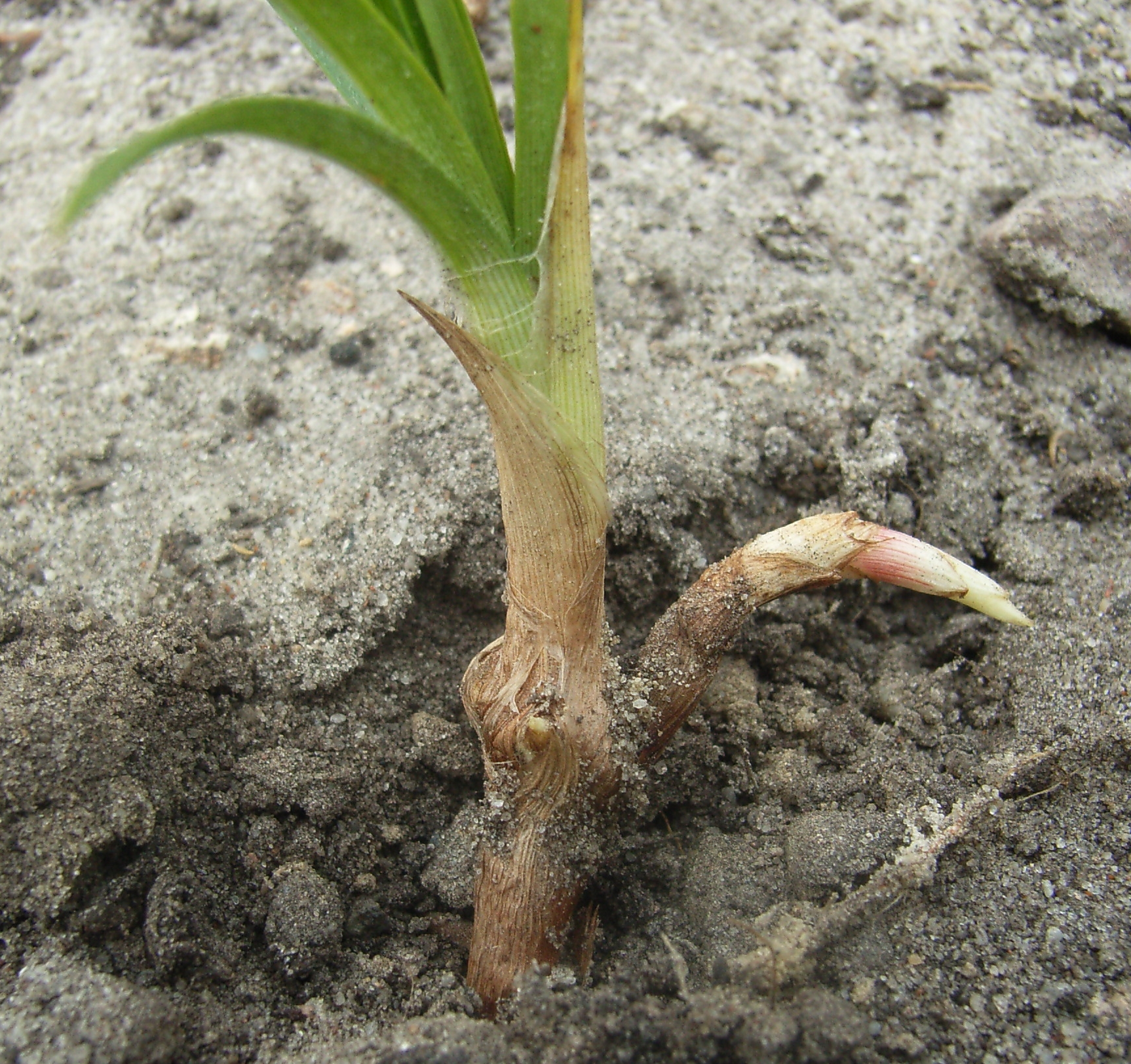
Ausläufer
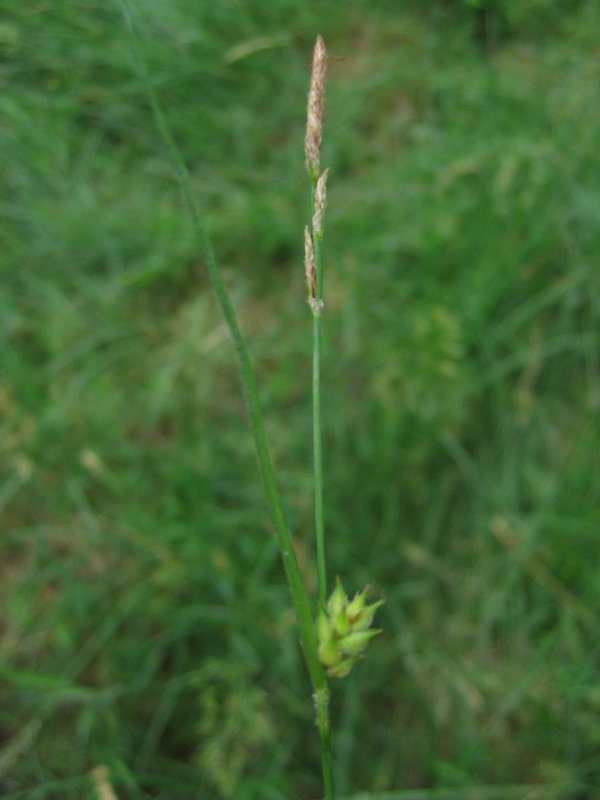
Männliche Ähren
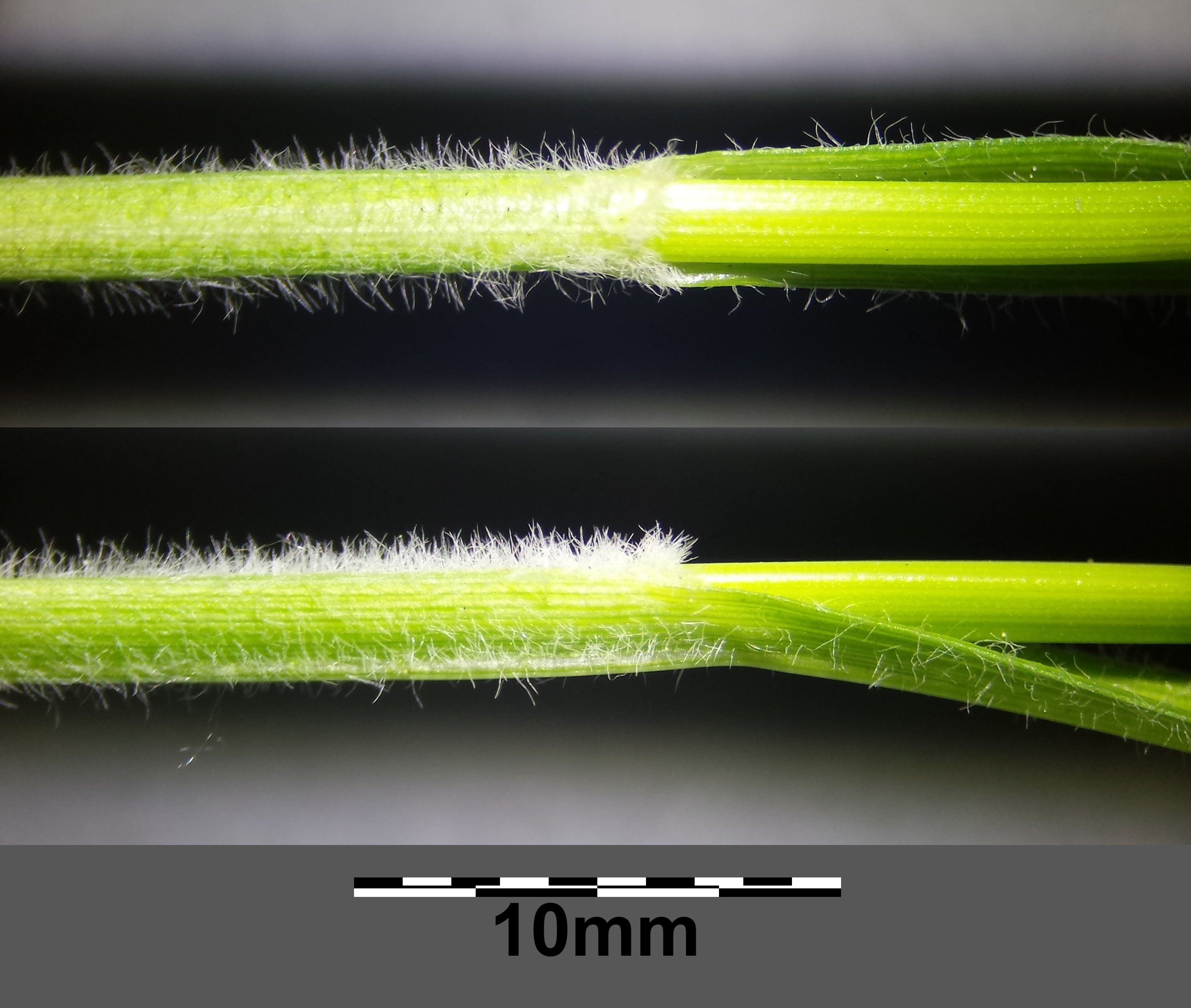
Behaarte Blattscheide
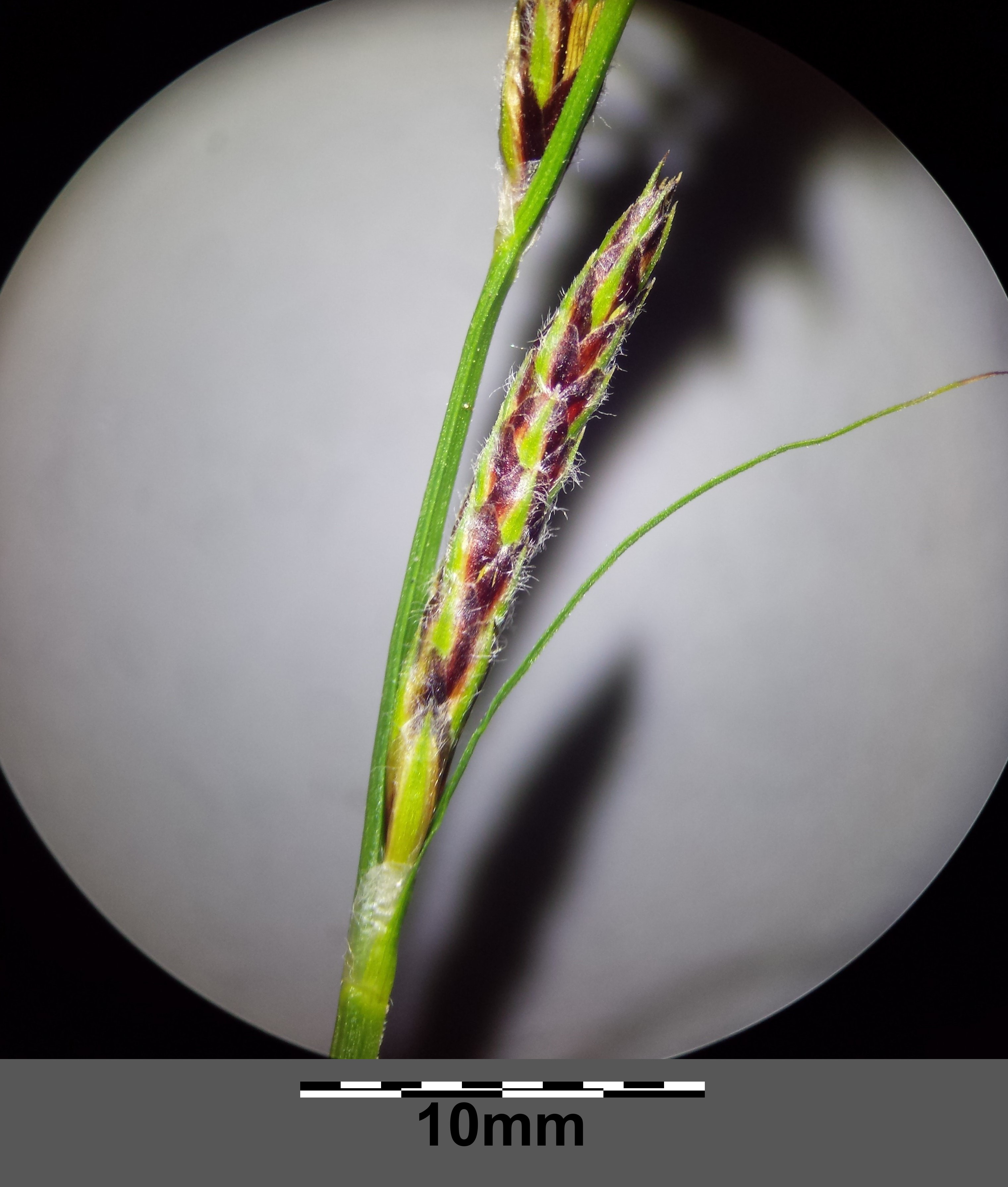
Männliche Ähre
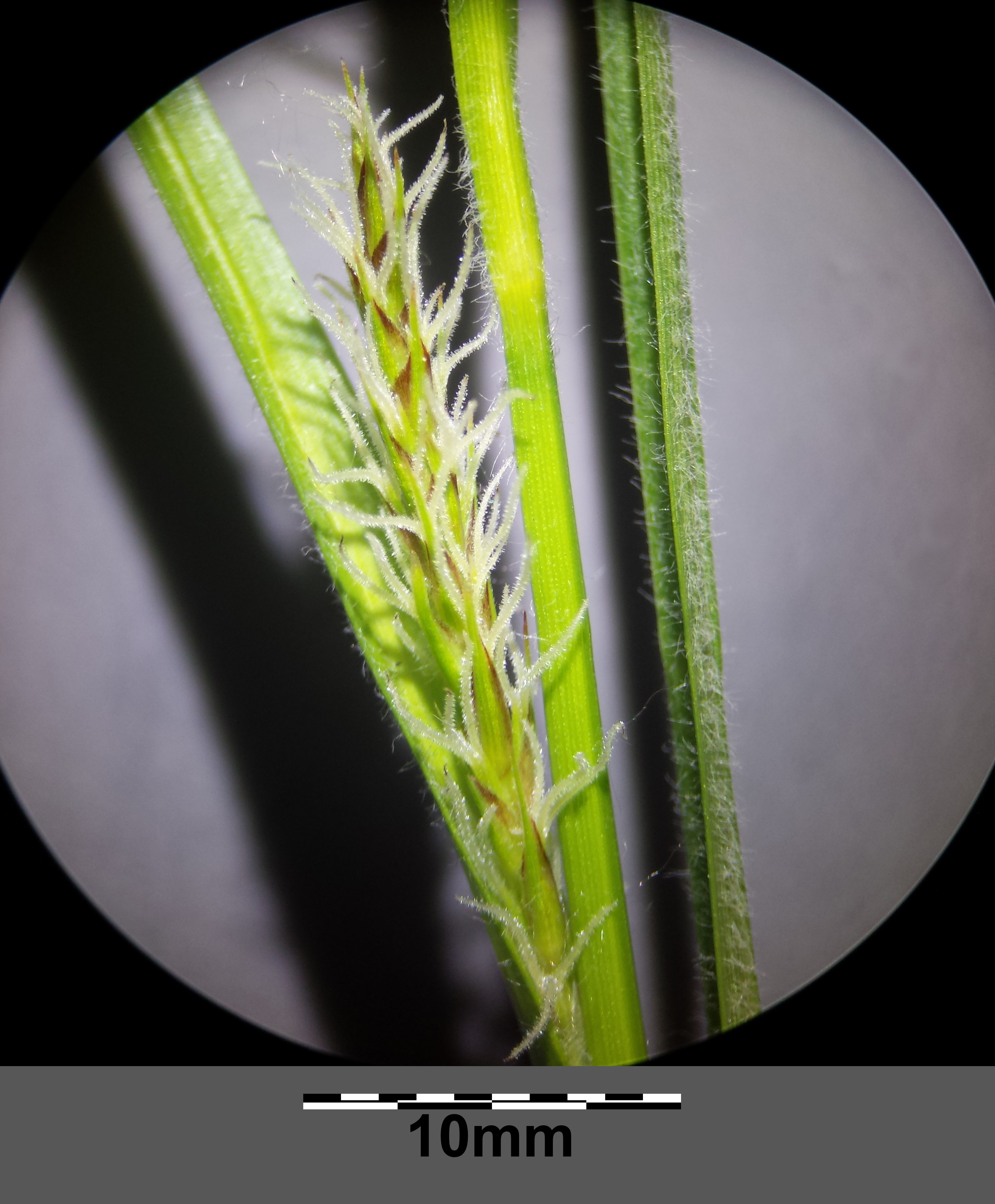
Weibliche Ähre
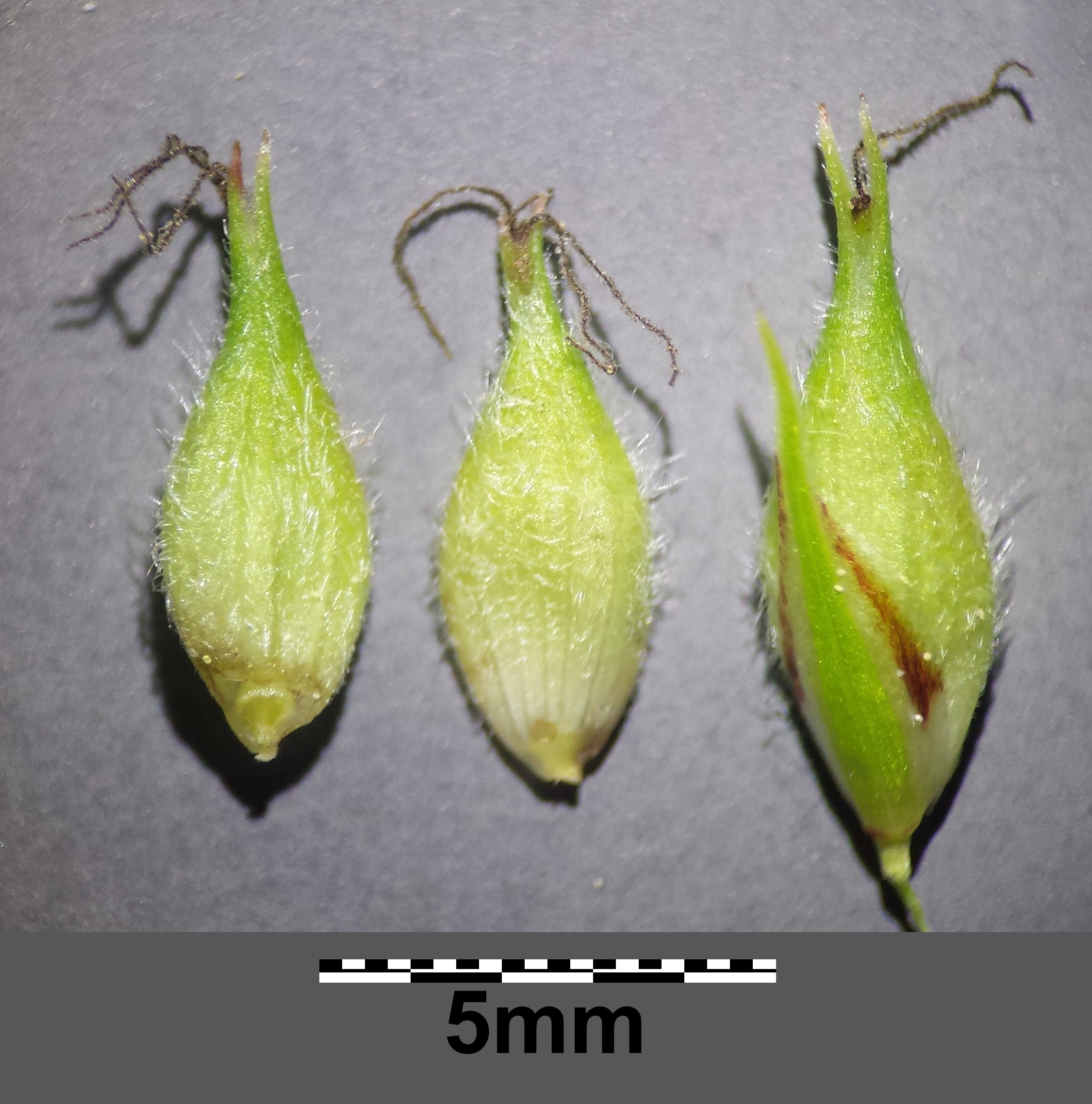
Behaarter Schlauch mit Deckblatt